# 鹽埕大路
鹽埕大路（Yancheng Avenue）為高雄市彌陀區北端的南北向重要道路，本道路編號台17線。起端接維仁橋跨越阿公店溪連結永安區，末端止於鹽港一路口。而台17線途中接續中正東路行經彌陀市區外環。鹽埕大路往南接中正路再直行接中正南路可轉台17線往梓官區。是連結彌陀近海市郊的主要道路、及北高雄沿海聯外楠梓區右昌之間的重要路段之一。

## 沿線設施
（由北至南）
- 維仁橋
- 文安社區
- 山隆加油站永發站（鹽埕大路160號）
- 中正東路
- 彌陀威武堂
- 台灣中油彌陀加油站（鹽埕大路138號）

## 公車資訊
- 高雄客運
  - 8043 高雄火車站－台17線－茄萣
  - 8045 高雄火車站－赤崁－舊港口－岡山
  - 紅72 捷運南岡山站－橋頭車站－彌陀國小－永安區公所